# 7273 Garyhuss
7273 Garyhuss este un asteroid din centura principală, descoperit pe 2 martie 1981, de Schelte Bus.